# Logisk sandhed
 Der er for få eller ingen kildehenvisninger i denne artikel, hvilket er et problem. Du kan hjælpe ved at angive troværdige kilder til de påstande, som fremføres i artiklen.

Logisk sandhed er et af de mest grundlæggende begreber indenfor logikken, og der er flere forskellige teorier om dens natur. En logisk sandhed er en dom, der er sand og forbliver sand i alle genfortolkninger af dens komponenter, der ikke er dens logiske konstant. Det er en type analytisk dom. Al filosofisk logik kan ses som givende fremstillinger af den logiske sandheds natur, såvel som logisk konsekvens.
Logiske sandheder (herunder tautologier) er sandheder, der betragtes som nødvendigt sande. Det vil sige de ikke ville kunne være usande og ingen situation kunne opstå, hvori man måtte forkaste en logisk sandhed. Der er dog ikke universel enighed om hvorvidt der rent faktisk eksisterer domme, der er nødvendigt sande.

## Fodnoter
1. ↑  Quine, Willard Van Orman, Philosophy of logic

| filosofi | Spire Denne filosofiartikel er en spire som bør udbygges. Du er velkommen til at hjælpe Wikipedia ved at udvide den. |